# Свободное радио и телевидение тысячи холмов
Свободное радио и телевидение тысячи холмов (Свободное телерадио тысячи холмов, СТРТХ, фр. Radio Télévision Libre des Mille Collines, RTLM, RTLMC, в русскоязычной литературе «свободное» часто опускается) — руандийская радиостанция, вещавшая с 8 июля 1993 года по 31 июля 1994 года, разжигавшая межнациональную рознь и подстрекавшая к геноциду в Руанде в 1994 году. Является наиболее употребимым примером «радио ненависти» (то есть медиа, которое сеет всяческого рода социальную рознь и неприязнь).

## История
Радиостанция основана 8 апреля 1993 года по инициативе историка и бывшего директора Руандийского информационного агентства Фердинанда Нахиманы. Название станции восходит к поэтическому названию самой Руанды — «земля тысячи холмов». Заявленной целью станции было создание условий для гармоничного развития в руандийском обществе.
RTLM являлась частной радиостанцией, аффилированной с государственной станцией «Радио Руанды» и получавшей от неё финансирование. Акциями самой станции владело более тысячи человек, включая президента Жювеналя Хабьяриману. Впрочем, само создание радиостанции было реакцией на попадания «Радио Руанды» под контроль оппозиционного Республиканского демократического движения (РДД), в связи с чем правящие круги получили возможность высказывать свои взгляды с помощью альтернативных информационных ресурсов, коими и стала RTLM. Кроме того, RTLM должна была противостоять «Радио Мухабура», радиостанции Руандийского патриотического фронта (РПФ), состоявшего преимущественно из тутси, а также примкнувших к ним хуту умеренных взглядов. Сотрудниками станции были исключительно хуту, равно как и 50 человек, приложивших руку к созданию радиостанции (интересно, что 39 из них были членами правящей партии «Национальное революционное движение за развитие» (НРДР), а два — близкой по взглядам «Коалиции в защиту Республики» (КЗР), основанной Хасаном Нгезе, главредом газеты «Кангура», также разжигавшей ненависть к тутси). После начала вещания 8 июля того же года радиостанция быстро стала популярной.

## Роль в геноциде
Станция характеризовалась исключительной предвзятостью по отношению к тутси. Тема противоборства хуту и тутси была главнейшей в передачах станции. В числе затрагивавшихся проблем было в том числе и якобы стремление тутси вернуть свою власть над хуту после свержения монархии после революции 1959 года, по подсчётам, упоминание реванша тутси составляло 16 % всех передач RTLM. Кроме того, активно подчёркивалось несправедливое распределение богатства, с удержанием подавляющего количества доходов именно за тутси. Со временем RTLM не только стала распространять пропаганду против тутси (перейдя к неприкрытому очернению тутси), но и прямо призывать к их истреблению в особенности во время геноцида, вплоть до публичного перечисления подлежащих убийству имён людей, сотрудничавших с РПФ или являвшихся умеренными, с адресами их проживания, что облегчало их нахождение властями или экстремистски настроенными гражданами:

Я хочу сказать вам, жители Бириого, что один из ваших соседей Манзи Суди Фади по прозвищу Букуми Хиго больше не с вами. Ныне он работает техником на Радио Мухабура. Мы перехватили письмо, написанное им к Исмаэлю Хитимане по прозвищу Сафари, командиру бригады инкотаньи там, в районе Бириого… Он — их сообщник.— Гаспар Гахиги, 14 марта 1994 г.
Иногда принадлежность к «предателям» озвучивалась беспочвенно, как в примере ниже:

Вот люди, которых мы знаем как сообщников инкотаньи: Себукинганда из Бутете в Кидахо, женщина Лоранс из Гакеньери, некто по имени Кура из Бутете. Советник из Бутете также сотрудничает с инкотаньи, а инкотаньи Хагума живет в коммуне Кидахо в доме у женщины из Гакеньери, и та говорит по-английски с людьми из МООНР, чтобы ввести народ в заблуждение, и Хагума говорит по-английски.— Ноэль Хитимана, начало апреля 1994 г.
Призывы обычно делались с использованием иносказаний, которые, как установил Международный трибунал по Руанде, однако, были однозначно понятны слушателям-руандийцам. Примерами таких призывов были «валите высокие деревья» и «истребляйте тараканов» (таракан, «иньензи» (руанда inyenzi) — распространённое оскорбительное прозвище тутси).
РПФ и его бойцы-инкотаньи (руанда inkotanyi) напрямую соотносились с тутси: если в других руандийских СМИ к членам РПФ применялся термин «РПФ-инконтаньи», то конкретно в RTLM использовался термин «иньензи-инкотаньи», таким образом, приравнивавший всех тутси к РПФ.
В передачах RTLM к врагам относились также умеренные и оппозиционные партии, умеренные хуту по большому счёту приравнивались к тутси и РПФ. В одной из передач станции от 1 февраля 1994 года Нгезе заявил: «Вы не можете доверять
Либеральной партии — партии Ландо. Либеральная партия Ландо — это тутси, а тутси и РПФ — одно и то же».
Наряду с политинформацией, включавшей в себя пропаганду, направленную против тутси, станция транслировала поп-музыку (в том числе творчество певца Симона Бикинди, исполнявшего в том числе и песни, направленные против тутси (например, «Я ненавижу хуту» (руанда Nanga abahutu), где лирический герой обвиняет умеренных хуту в продажности тутси). Известности станции придавала и экстравагантная и откровенная манера  ведущих её передач. Гостями передач станции чаще всего становились экстремисты и сторонники правящего режима, лишь в исключительных случаях эфир предоставлялся представителям оппозиции (в частности, вышеупомянутому Ландоальду «Ландо» Ндасингве, а однажды гостем стал один из лидеров РПФ), однако во втором случае ведущие всеми силами старались скомпрометировать собеседников.
RTLM как и некоторые другие радикальные СМИ (вроде вышеупомянутой газеты «Кангура») призывали хуту к организации самообороны и предупреждали слушателей-инконтаньи, что в случае возобновления боевых действий пострадают мирные тутси.
Некоторые люди — включая бельгийского посла[кого?] и сотрудников нескольких гуманитарных организаций — осознавали опасность станции и призывали международное сообщество закрыть её. Однако западные дипломаты частью не воспринимали опасность всерьёз, частью считали вмешательство в деятельность частной радиостанции недопустимым нарушением свободы слова. Запад ограничился обращениями к Хабьяримане, который обещал разобраться, но ничего не делал. Как американский посол Дэвид Роусон, так и французский посол Жан-Мишель Марло возражали против принятия мер к радио. Американский назвал его лучшим радио для получения информации, а его эвфемизмы — имеющими различные интерпретации. Стоит отметить, что разжигание межнациональной розни велось и в ряде других руандийских СМИ, в том числе и связанных напрямую с государством и правившим режимом. Даже «Радио Руанда» постепенно отходило от нейтральной позиции к экстремизму.
Особую роль в разжигании геноцида сыграли политические обозреватели радиостанции. Среди них Анани Нкурунзиза. В его ведении были новости и подробные рассказы слушателям об иностранной прессе. Его местонахождение до сих пор не установлено. Его виновность в преступлениях геноцида доказывают конкретные расшифровки сводок новостей:

Анани Нкурунзиза: Я верю, что скоро взойдёт заря! Для тех из вас, кто молод и не знает этого слова, заря — это первый свет солнца в начале нового дня. Займётся тот день, когда не останется больше тараканов на земле Руанды. Слово «иньензи» (тараканы, презрительное название тутси) будет забыто навсегда.

Также огромную роль в разжигании межнациональной розни сыграл Кантано Хабимана, который, по сути, являлся основной звездой радио. Считается, что он обучался журналистскому делу в Ленинграде и даже издавал собственную националистическую газету. Хабимана скрылся от преследования и, по неофициальным данным, умер от СПИДа в конце 1990-х годов в Демократической Республике Конго.
Кроме того, факт геноцида не раз отрицался, в том числе, главным редактором RTLM, Гаспаром Гахиги, который после известных событий сбежал в Заир, где даже издавал собственную газету.
Во время действия Международного трибунала по Руанде ответчиками были сотрудники не только «Свободного радио Тысячи холмов», но и Хасан Нгезе, в свою очередь, разделявший взгляды руководства RTLM. Были среди решений трибунала и пожизненные заключения за журналистскую деятельность, так, подобному наказанию подвергся Бернар Мукинго, открыто призывавший вооружиться и начать борьбу хуту, как приоритетного большинства, против тутси, Валери Бемерики, позднее сбежавшая в Заир, арестованная и осужденная на пожизненное заключение, и прочие.
Конкретными подсчётами влияния радио на резню между тутси и хуту занялся доцент-экономист Гарвардского университета Дэвид Янагизава-Дротт, заметивший, что в распоряжении RTLM имелись два передатчика — один в Кигали, а другой на горном пике Муэ, а поскольку Руанда сплошь покрыта горами, которые перекрывают путь радиосигналам, то в некоторых селениях частично или полностью нет приёма вещания RTLM. С помощью карты рельефа Руанды учёный рассчитал уровень сигнала от этих станций в каждой точке страны. Исходя из данных, сколько именно человек в каждом селении было осуждено за геноцид, он выявил, что в зоне уверенного приёма число осуждённых больше, чем в местах, где сигнала не было, таким образом доказав влияние радиопропаганды на резню.
Участие ведущих звёзд «Свободного радио тысячи холмов» подтверждено их собственными словами, однако одни списывают все на действия правительства, другие же — на собственную неуравновешенность и отсутствие прозорливости. Валери Бемерики признаётся:

Я призывала хуту убивать тутси. Я должна была называть в эфире места, где они скрывались. Организация геноцида была очень тщательной. На всех уровнях мы получали информацию о местах их нахождения. Мы объясняли по радио, что тутси прячутся, чтобы потом напасть на хуту. Мы совершили глупость. Мы не были бдительными. Мы верили в то, что говорили наши власти. Мы им доверяли. Мы признаём, что мы согрешили, поэтому сегодня мы становимся на колени и просим прощения.

Дэвид Янагизава-Дротт в своём исследовании на цифрах показал, что именно государственные СМИ, подобные RTLM являются причинами внутренних межнациональных конфликтов. Так, в Руанде за всё время резни погибла 51 тысяча человек, которые могли бы остаться в живых, если бы работа радиопередатчиков была прекращена.

## Последствия

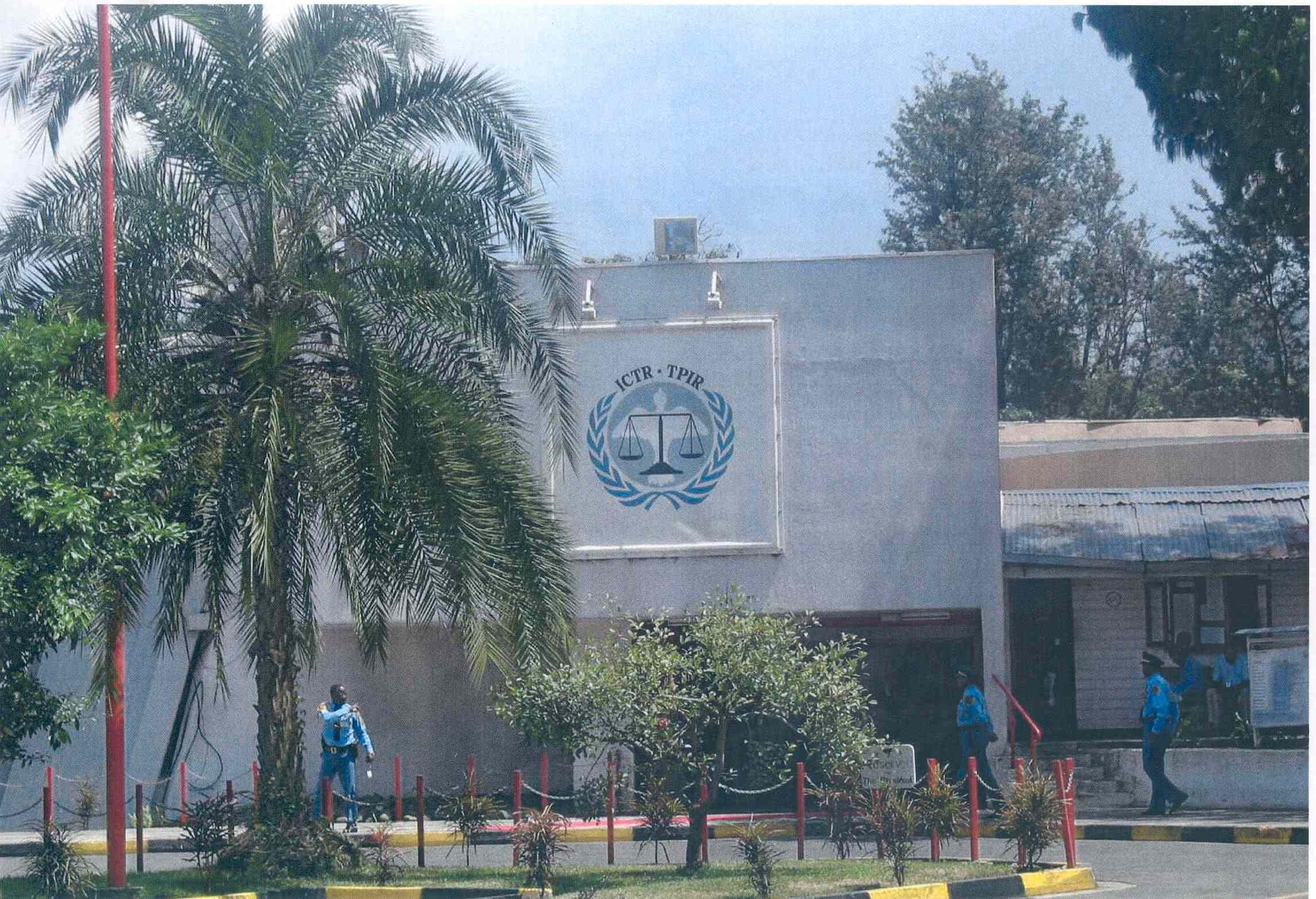
Трибунал ООН в Аруше

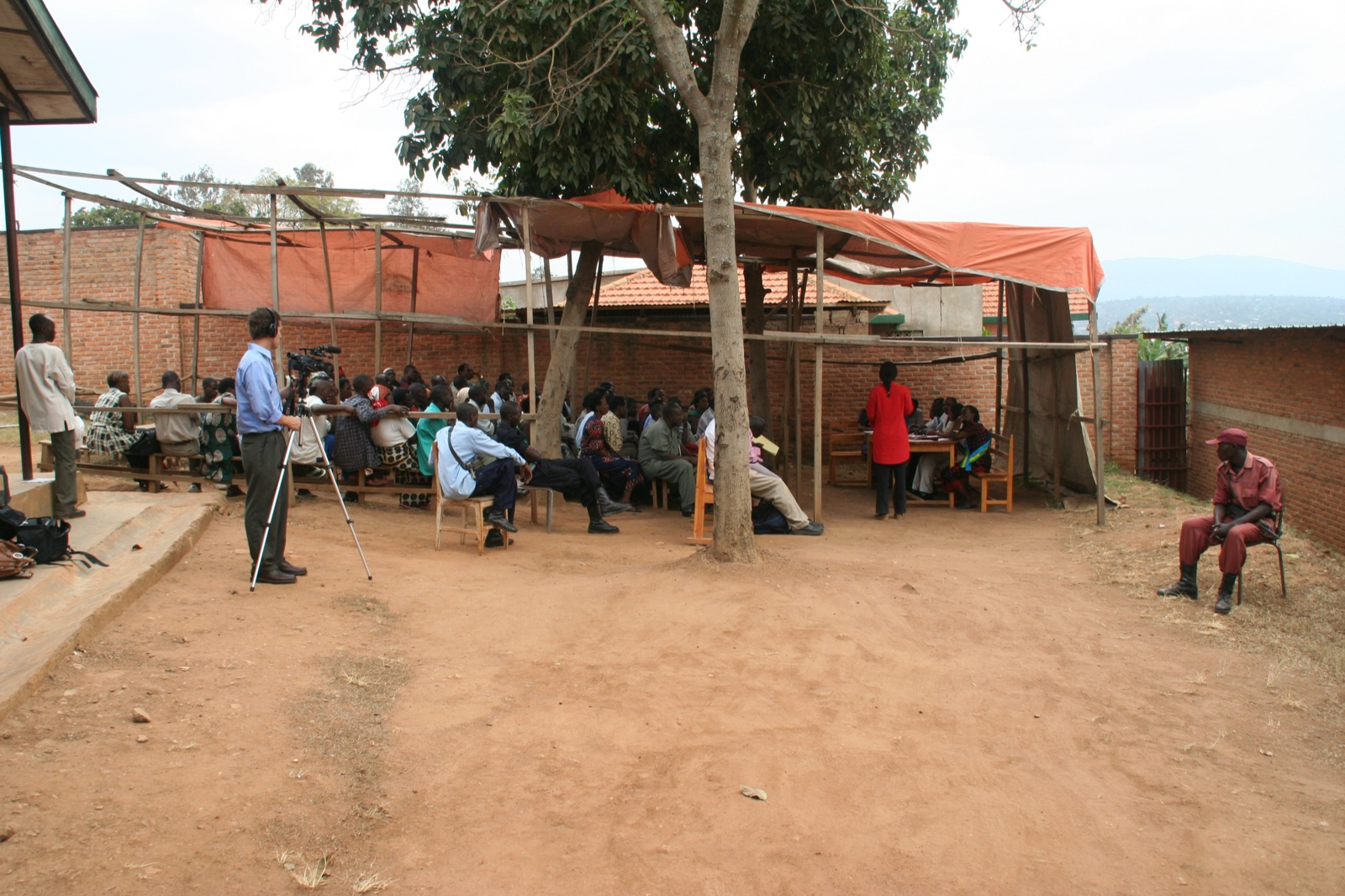
Суд Гачача

## Персоналии
- Фелисьен Кабуга — один из основателей и основных спонсоров (часто назывался хозяином станции). Глава руководящего комитета радиостанции[8].
- Паскаль Симбикангва — один из основных акционеров[19].
- Фока Хабимана (фр. Phocas Habimana) — генеральный директор, менеджер[8].
- Жаг-Боско Барайягвиза[англ.] — председатель исполнительного комитета радиостанции, один из ведущих идеологов (также являлся ведущим идеологом КЗР)[8].
- Гаспар Гахиги — главный редактор станции[8]
- Ведущие:
  - Кантано Хабимана[англ.] — самый известный ведущий станции;
  - Ноэль Хитимана;
  - Валери Бемерики[англ.] — единственная женщина-ведущая станции.

## В культуре
- Адаптированные (драматизированные) трансляции RTLMC звучат в кинофильме «Отель „Руанда“».
- В фильме «Однажды в апреле» брат главного героя является сотрудником RTLMC. Конфликт развивается при попытке привлечь к ответственности радиокомпанию вопреки существующим понятиям о свободе слова.
- Фильм «Отстреливая собак» использует записи с RTLMC.
- Название романа «Могилы ещё не полны» (англ. The Graves Are Not Yet Full) журналиста «Нью-Йорк Таймс» Билла Беркли взято из известной передачи RTLMC из Кигали 1994 года: «Вы миновали некоторых врагов. Вы должны вернуться туда и покончить с ними. Могилы ещё не полны!»[20].